# White Hall (Alabama)
White Hall – miasto w Stanach Zjednoczonych, w stanie Alabama, w hrabstwie Lowndes. W roku 2023 miasto zamieszkiwało 756 osób, a gęstość zaludnienia wynosiła 18,9 osoby/km².